# Baronits Zsolt
Baronits Zsolt (Tata, 1944. július 11. – Budapest, 1999. augusztus 3.) magyar zenész, a Syrius együttes alapító tagja, szaxofonosa és zenekarvezetője, a progresszív jazz-rock egyik meghonosítója, Ungár Anikó menedzsere tíz évig.

## Életútja
Polgári foglalkozása szerint elektroműszerész volt. 1958 és 1962 között a budapesti Bartók Béla Zeneművészeti Szakközépiskolában tanult oboa szakon. Zongorán és oboán is játszott, de végül a szaxofont választotta. Az 1960-as években több zenekarban is játszott, a Benkó Dixieland Bandben is. Benkó Sándor vásárolt számára tenorszaxofont. 1962-ben alapította meg a Syriust, melyet egyúttal mindvégig menedzselt, valamint annak egyetlen állandó tagja volt. Az együttest végül 1978-ban oszlatta fel. Vendégszerepelt Ausztriában, Bulgáriában, Csehszlovákiában, a Német Demokratikus Köztársaságban, Lengyelországban, a Szovjetunióban és Jugoszláviában. 1999. augusztus 12-én délután helyezték örök nyugalomra, sírja a Farkasréti temetőben található (35-4-19).
Művei táncdalok a második Syrius-nagylemezen (Széttört álmok (szvit), Ha meghallod ezt a dalt, Csendes kiáltás).
Emlékére 2001-ben Bécsben dalt írt Pataki László.

## Családja
Felesége Ungár Anikó bűvész volt, fia Baronits Gábor színész, aki a Jóban Rosszban című sorozatban Halász Kristóf szerepét játssza.